# Abutilon sonneratianum
Abutilon sonneratianum é uma espécie de planta com flor pertencente à família Malvaceae.
A autoridade científica da espécie é (Cav.) Sweet, tendo sido publicada em Hortus Britannicus 54. 1826.

## Portugal
Trata-se de uma espécie presente no território português, nomeadamente no Arquipélago da Madeira.
Em termos de naturalidade é introduzida na região atrás indicada.

## Protecção
Não se encontra protegida por legislação portuguesa ou da Comunidade Europeia.